# Normes automobiles
 (mai 2021).
Si vous disposez d'ouvrages ou d'articles de référence ou si vous connaissez des sites web de qualité traitant du thème abordé ici, merci de compléter l'article en donnant les références utiles à sa vérifiabilité et en les liant à la section « Notes et références ».
Les normes automobiles sont des harmonisations continentales ou mondiales des réglementations et standards de pièces pour automobiles, qui répondent à la mondialisation de leur fabrication et de leur commercialisation. On peut séparer les normes en deux catégories qui sont les normes en rapport avec la sécurité et les normes techniques.

## Assurance qualité
La norme IATF 16949 est relative à l'assurance qualité dans l'automobile. Dérivée de la norme ISO 9001, cette norme est aujourd'hui nécessaire pour travailler avec un constructeur automobile en tant que fournisseur de pièces de rechange.

## Normes de sécurité
Une grande partie des normes dans l'automobile a pour objectif de rendre la voiture plus sûre. 
Dans certains pays, le respect des normes est nécessaire à l'homologation des véhicules. 
Ces normes sont édictées au niveau soit international (normes ISO), soit continental (Europe), soit national (Japon…).
Dans l'union européenne, l'application de ces normes devient obligatoire après une décision de la Commission européenne par l'intermédiaire d'une directive communautaire.[réf. nécessaire] ou par un règlement du Parlement européen et du Conseil ou bien de la Commission.

### Exemple de normes
- Norme relatives à la combustibilité des matériaux afin de s'assurer que la voiture ne s'enflamme pas trop rapidement
- Norme relative à l'utilisation de matériaux dangereux
- Norme relative à la contractilité (pas de pièces saillantes dans l'habitacle d'une voiture)

### Règlements techniques par zones géographiques
- International
  - Les Nations unies ont le Forum mondial pour l'harmonisation des réglementations sur les véhicules qui suit trois accords internationaux :
    - accord de 1998, règlement techniques mondiaux concernant 38 parties y compris le Japon, l'Australie, la Corée, la Russie, l'Union européenne, le RU, le Canada, la Chine, l'Afrique du Sud et les EU,
    - l'accord de 1958 concernant 58 parties (règlements CEE-ONU) notamment Japon, Australie,  Corée du Sud, Russie, Union européenne et Royaume-Uni indépendant.
- Accord et règlements régionaux
  - l'Union européenne est un marché unique avec l'Espace économique européen avec des lois nommées directives ou des règlements qui rendent certains règlements CEE-ONU applicables dans l'UE et les 27 États membres.
  - L'Accord de libre-échange nord-américain fait partager au Canada, aux États-Unis et au Mexique les mêmes règlements de sécurité[3]
- Règlements nationaux
  - États-Unis : FMVSS (administrés par la National Highway Traffic Safety Administration (NHTSA) qui gère également les normes  Corporate Average Fuel Economy )
  - Canada : CMVSS
  - Chine : Guobiao standards
  - Corée du Sud : Korea Motor Vehicle Safety Standards (KMVSS)
  - Australie : ADR (Australian Design Rules) l'Australie suit certains règlements CEE-ONU[4]
  - Japon : Test Requirements and Instructions for Automobile Standards[Quoi ?]. En tant que membre des accords de 1958 et de  1998 , le Japon applique 64 règlements de ces deux ensembles de règlements[5]
  - Inde : AIS (Automotive Industry Standards (en)), BSES (Bharat stage emission standards (en))
  - Le Royaume-Uni — indépendant de l'Union européenne — a hérité des lois de l'Union européenne qui peuvent correspondre aux règlements CEE-ONU
- Autres normes locales
  - État de Californie:  CARB (California Air Resources Board)

### Règlements techniques internationaux
Des accords internationaux fixent le cadre de normes techniques internationales suivies par le Forum mondial pour l'harmonisation des réglementations sur les véhicules.

## Autres normes techniques
Le monde automobile, grâce à son énorme capacité de production, édite dans certains domaines ses propres normes techniques. Un exemple en sont les engrenages de la boîte de vitesses, dont les propriétés (dimensions des dentures) sont données par les constructeurs. Autre exemple, les roulements, qui sont normalement des éléments standards, créés par le fabricant de roulement, et non modifiables, sont élaborés selon les demandes des constructeurs et donc conçus sur mesure.

## Compatibilité des normes
En plus des normes internationales ou européennes, les constructeurs imposent leurs spécifications techniques à leurs sous-traitants ou doivent faire face encore à des normes nationales. Ces normes (et la façon de contrôler leur respect par des méthodes d'essais) varient selon les constructeurs et les pays ce qui pose des problèmes de compatibilité des normes pour les équipementiers et les sous-traitants.
Cela rend difficile l'adaptation d'une voiture à un pays.
Un enjeu commercial important — pour le futur — est la continuation de l'harmonisation des normes afin de n'avoir plus que des normes internationales. Cela augmente progressivement la concurrence entre les constructeurs dans le monde entier.

## Évolution des normes
Il y a un travail très important à réaliser pour s'assurer du respect de toutes les normes nécessaires à l'homologation du véhicule. Il faut tenir compte de l'évolution des normes (et donc créer une veille), tout au long du processus de conception et de fabrication.
Cela s'avère parfois compliqué : car une norme peut renvoyer à une autre norme qui a évolué et qui renvoie à nouveau vers une autre norme… Il est parfois difficile de savoir quelles normes s'appliquent vraiment.

## Limites des normes
- Si vous ne connaissez pas le sujet, laissez ce bandeau (vous pouvez alors contacter les auteurs).
- Si vous supprimez le contenu mis en cause (vous pouvez préalablement contacter les auteurs),

argumentez précisément cette suppression dans la page de discussion
(un manque de référence n'est pas un argument ; une recherche réelle de référence doit avoir été effectuée, être formellement documentée).
Parfois, les constructeurs ont intérêt à ne pas respecter certaines normes.
Il peut être intéressant de créer un outillage spécifique pour remplacer une pièce afin d'obliger les possesseurs d'une voiture à aller dans les garages de la marque.
Certains pays rechignent à faire évoluer leurs normes vers les normes internationales dans le but de protéger leur industrie automobile de la concurrence des marques étrangères.